# VM i landevejscykling 2010
VM i landevejscykling 2010 blev arrangeret i Melbourne og Geelong, Australien i perioden 29. september til 3. oktober. Dette var den 83. udgave af VM i landevejscykling og første gang det blev arrangeret i Australien.

## Enkeltstart mænd
45,4 km – 30.09.2010
| #      | Rytter            | Nationalitet   | Tid    |
| ------ | ----------------- | -------------- | ------ |
| Guld   | Fabian Cancellara | Schweiz        | 58.09  |
| Sølv   | David Millar      | Storbritannien | + 1.02 |
| Bronze | Tony Martin       | Tyskland       | + 1.12 |
| 04     | Richie Porte      | Australien     | + 1.19 |
| 05     | Michael Rogers    | Australien     | + 2.25 |
| 06     | Koos Moerenhout   | Holland        | + 2.40 |
| 07     | Luis León Sánchez | Spanien        | + 2.44 |
| 08     | David Zabriskie   | USA            | + 2.51 |
| 09     | Maciej Bodnar     | Polen          | + 3.00 |
| 10     | Gustav Larsson    | Sverige        | + 3.01 |

## Landevejsløb mænd
259,9 km – 03.10.2010
De enkelte nationer stillede til start med følgende antal ryttere:
- 9: Australien, Belgien, Holland, Italien, Rusland, Spanien, Schweiz, Tyskland, USA
- 7: Frankrig, Slovenien
- 6: Colombia, Danmark, Iran, Kasakhstan, Marokko, Polen, Portugal, Ukraine, Venezuela
- 4: Luxembourg
- 3: Argentina, Brasilien, Bulgarien, Canada, Estland, Irland, Japan, Korea, Kroatien, Litauen, New Zealand, Norge, Serbien, Slovakiet, Storbritannien, Sydafrika, Tjekkiet, Østrig
- 2: Hviderusland, Sverige
- 1: Bolivia, Chile, Costa Rica, Cuba, Grækenland, Guatemala, Letland, Rumænien, Uruguay, Usbekistan

| #      | Rytter             | Nationalitet | Tid     |
| ------ | ------------------ | ------------ | ------- |
| Guld   | Thor Hushovd       | Norge        | 6:21.49 |
| Sølv   | Matti Breschel     | Danmark      | s.t     |
| Bronze | Allan Davis        | Australien   | s.t     |
| 04     | Filippo Pozzato    | Italien      | s.t     |
| 05     | Greg Van Avermaet  | Belgien      | s.t     |
| 06     | Óscar Freire       | Spanien      | s.t     |
| 07     | Aleksandr Kolobnev | Rusland      | s.t     |
| 08     | Asan Bazajev       | Kasakhstan   | s.t     |
| 09     | Yukiya Arashiro    | Japan        | s.t     |
| 10     | Romain Feillu      | Frankrig     | s.t     |

## Enkeltstart U23
31,8 km – 29.09.2010
| #      | Rytter              | Nationalitet | Tid       |
| ------ | ------------------- | ------------ | --------- |
| Guld   | Taylor Phinney      | USA          | 42.50,29  |
| Sølv   | Luke Durbridge      | Australien   | + 1,90    |
| Bronze | Marcel Kittel       | Tyskland     | + 24,01   |
| 04     | Nélson Oliveira     | Portugal     | + 27,96   |
| 05     | Rohan Dennis        | Australien   | + 46,87   |
| 06     | Matteo Mammini      | Italien      | + 49,88   |
| 07     | Tom Dumoulin        | Holland      | + 1.06,55 |
| 08     | Jesus Herrada López | Spanien      | + 1.18,48 |
| 09     | Andrej Krasilnikau  | Hviderusland | + 1.35,62 |
| 10     | Geoffrey Soupe      | Frankrig     | + 1.38,21 |

## Landevejsløb U23
159 km – 01.10.2010
| #      | Rytter               | Nationalitet | Tid     |
| ------ | -------------------- | ------------ | ------- |
| Guld   | Michael Matthews     | Australien   | 4:01.23 |
| Sølv   | John Degenkolb       | Tyskland     | s.t     |
| Bronze | Taylor Phinney       | USA          | s.t     |
| Bronze | Guillaume Boivin     | Canada       | s.t     |
| 05     | Arnaud Demare        | Frankrig     | s.t     |
| 06     | Sonny Colbrelli      | Italien      | s.t     |
| 07     | Laurens De Vreese    | Belgien      | s.t     |
| 08     | Sebastian Lander     | Danmark      | s.t     |
| 09     | Juan Jose Lobato     | Spanien      | s.t     |
| 10     | Vjatjeslav Kuznetsov | Rusland      | s.t     |

## Enkeltstart kvinder
22,7 km – 29.09.2010
| #      | Rytter          | Nationalitet   | Tid       |
| ------ | --------------- | -------------- | --------- |
| Guld   | Emma Pooley     | Storbritannien | 32.48,44  |
| Sølv   | Judith Arndt    | Tyskland       | + 15,17   |
| Bronze | Linda Villumsen | New Zealand    | + 15,80   |
| 04     | Amber Neben     | USA            | + 37,66   |
| 05     | Jeannie Longo   | Frankrig       | + 43,94   |
| 06     | Evelyn Stevens  | USA            | + 1.00,08 |
| 07     | Tara Whitten    | Canada         | + 1.05,91 |
| 08     | Shara Gillow    | Australien     | + 1.13,18 |
| 09     | Emilia Fahlin   | Sverige        | + 1.22,20 |
| 10     | Tatiana Guderzo | Italien        | + 1.25,55 |

## Landevejsløb kvinder
127,2 km – 02.10.2010
| #      | Rytter               | Nationalitet   | Tid     |
| ------ | -------------------- | -------------- | ------- |
| Guld   | Giorgia Bronzini     | Italien        | 3:32.01 |
| Sølv   | Marianne Vos         | Holland        | + 0.00  |
| Bronze | Emma Johansen        | Sverige        | + 0.00  |
| 04     | Nicole Cooke         | Storbritannien | + 0.00  |
| 05     | Judith Arndt         | Tyskland       | + 0.01  |
| 06     | Grace Verbeke        | Belgien        | + 0.03  |
| 07     | Trixi Worrack        | Tyskland       | + 0.03  |
| 08     | Rasa Leleivyte       | Litauen        | + 0.03  |
| 09     | Elizabeth Armitstead | Storbritannien | + 0.03  |
| 10     | Carla Swart          | Sydafrika      | + 0.03  |